# ميتر
ميتر (بالإنجليزية: Metter, Georgia)‏ هي مدينة تقع في مقاطعة كاندلير، جورجيا بولاية جورجيا في الولايات المتحدة. تبلغ مساحة هذه المدينة 7.4 (كم²)، وترتفع عن سطح البحر 67 م، بلغ عدد سكانها 3879 نسمة في عام 2010 حسب إحصاء مكتب تعداد الولايات المتحدة.

## وصلات خارجية
- Cities & Counties - Georgia.gov